# 中短波帯
中短波帯（ちゅうたんぱたい）とは、総務省令無線局運用規則第2条第1項第4号に「1,606kHzから4,000kHzまでの周波数帯」と定義している。無線工学で言う中波（300kHz - 3MHz）と短波（3MHz - 30MHz）にまたがり、各々の一部を占めている。日本独自の定義で国際的に認知されたものではない。
この周波数帯は電離層での反射を利用する遠距離通信には使用し難く、地表波伝播を前提とした周波数割当てが行われている。超短波（VHF）では見通し外となり、また短波帯では上空波を利用できない距離の場合、特に移動体における地上系通信に有用である。 日本では漁業を中心とした海上移動業務での利用が多い。 
以上の利用形態を根拠に設けられた電波行政上の周波数帯であり、中距離通信用として位置付けられている。簡易な無線従事者資格である特殊無線技士の中では、第一級・第二級海上特殊無線技士、第一級・第二級・国内電信級陸上特殊無線技士が短距離用のVHF以上と共に中短波帯も運用できる。海上特殊無線技士#操作範囲、陸上特殊無線技士#操作範囲を参照。